# Jenna Hasse
Jenna Hasse (* 1989 in Lissabon, Portugal) ist eine schweizerisch-portugiesische Regisseurin und Schauspielerin.

## Biografie und Karriere
Jenna Hasse wuchs als Tochter einer Schweizer Mutter und eines portugiesischen Vaters in der Genferseeregion im Kanton Waadt auf.
Sie begann erst ein Studium in Filmwissenschaft an der Universität Lausanne, bevor sie nach Brüssel ans Institut National Supérieur des Arts du Spectacle (INSAS) wechselte, um dort eine Ausbildung zur Schauspielerin zu absolvieren.

### Arbeit als Regisseurin
2014 realisierte sie ihren ersten Kurzfilm als Regisseurin und Autorin: Im August (En août). Der Film wurde für die Quinzaine des réalisateurs (heute Quinzaine des cinéastes) am Filmfestival von Cannes ausgewählt, gefolgt von einer Vielzahl weiterer Festivals wie des IFF Rotterdam, dem BFI London und weiteren. Der Film wurde unter anderem für den Schweizer Filmpreis als Bester Kurzfilm nominiert.
Ihr zweiter Kurzfilm, Soltar (2016), in dem sie ebenfalls die Hauptrolle spielt, sowie ihr mittellanger Film Il protagonista (2020), wurden an Festivals wie FIFF Namur, Curtas Vila do Conde und dem DocLisboa gezeigt.
Ihr erster langer Spielfilm, Sehnsucht nach der Welt (L’ Amour du Monde) wurde für die Sektion Generation an der Berlinale 2023 ausgewählt, wo er mit einer Lobenden Erwähnung ausgezeichnet wurde. Für diesen Film arbeitete Jenna Hasse erneut mit Clarisse Moussa zusammen, die bereits als Mädchen in En août gespielt hatte. Der Film wurde mit dem Zürcher Filmpreis für den besten Spielfilm ausgezeichnet. Sehnsucht nach der Welt wurde nominiert für den Europäischen sowie den Schweizer Filmpreis.

### Arbeit als Schauspielerin
Als Schauspielerin ist Jenna Hasse sowohl im Film als auch im Theater tätig. Seit 2009 wirkte sie an diversen Stücken mit in der Schweiz, Frankreich und Belgien. 2012 ist sie Teil des Projektes Junge Talente, das Schweizer Nachwuchsschauspieler und -schauspielerinnen promotet. Unter anderem wirkte sie an Filmen mit von Emmanuel Finkiel, Jean-Paul Civeyrac, Stéphanie Chuat und Véronique Reymond oder Carmen Jaquier. Für ihre Rolle in On avait dit qu'on irait jusqu'en haut des Schweizer Regisseurs Tizian Büchi wird sie am Sahar International Film Festival mit dem Preis für das beste Schauspiel ausgezeichnet. 2023 erschien der Kurzfilm La gravidité der Schweizer Regisseurin Jela Hasler, in dem Jenna Hasse die Hauptrolle übernahm. Der Film wurde mit dem Schweizer Filmpreis für den besten Kurzfilm ausgezeichnet.

## Filmografie
(Quellen)

### Regie und Drehbuch
- 2014: En août (Kurzfilm)
- 2016: Soltar (Kurzfilm)
- 2020: Il protagonista (mittellanger Dokumentarfilm)
- 2023: L’Amour du Monde (Drehbuch in Zusammenarbeit mit Nicole Stankiewick und Julien Bouissoux)

### Schauspiel

#### Kino
- 2017: La douleur
- 2017: Mes Provinciales
- 2019: Schwesterlein

#### Kurzfilme
- 2013: Dérobée
- 2014: Les Vagues
- 2014: On avait dit qu’on irait jusqu’en haut
- 2015: Un Eléphant me regarde
- 2015: Pavillon n°7
- 2016: Soltar
- 2016: Sott’Acqua
- 2017: A Léa, à l’aube
- 2023: La gravidité

#### Theater
- 2009: L’Amant, Regie: Benoit Blampain, Vevey
- 2010: Venus Erotica (Lesung des Textes von Anaïs Nin), Regie: Benoît Blampain, Namur
- 2012: La Mouette von Anton Tchekhov, Regie: Roumen Tchakarov Nina
- 2013: Tristesse animal noir von Hanja Hilling, Regie: Selma Alaoui
- 2014: La Cerisaie von Anton Tchekhov, Regie: Anne Thuot Ania
- 2014: La cuisine von Stephanie Scultore; Regie: léone
- 2014/15: L'échange von Paul Claudel, Regie: Raoul Teuscher Marthe, Théâtre des Amis, Genève et Théâtre Puloff, Lausanne, Compagnie Le Mérinos
- 2016: La Cuisine - reprise, Regie: Stephanie Scultore, Festival Courants d’air, Bruxelles
- 2016: Le petit monde de George Dandin von Molière, Regie: Nicole Stankiewick, Outsas, Bruxelles
- 2018: Des hommes et des flics, Collectif ASBL, Bruxelles, Café de la Toison d'or
- 2022: Le petit monde de George Dandin - reprise, Regie: Nicole Stankiewicz